# Бонакон

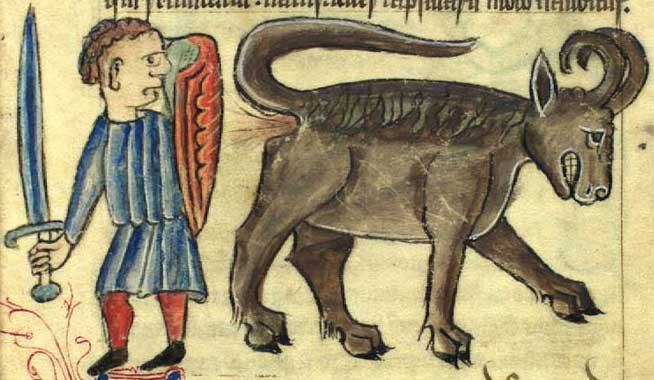

Бонакон (Боннакон, Bonasus, Bonnacon) — мифическое животное в виде быка с завёрнутыми внутрь рогами, который защищается от врагов метая в них обжигающий навоз. Именно эта особенность и отражена практически во всех иллюстрациях в средневековых рукописях и именно она является единственной загадочной деталью в облике этого животного. Первоначальное описание почерпнуто в «Естественной истории» Плиния Старшего:
Говорят, что в Пеонии водится дикое животное, называемое «бонас»: грива у него, как у лошади, а в остальном оно похоже на быка; рога же загнуты назад настолько, что непригодны для сражения, вследствие чего <от опасности> бонас спасается бегством, причем испражняется на ходу, так что навоз покрывает иногда расстояние до трех югеров68, а прикосновение к нему обжигает преследователей, словно они дотрагиваются до огня.